# 아키바 마사루
아키바 마사루(일본어: 秋葉 勝, 1984년 2월 19일~)는 일본의 전 축구 선수이다.

## 구단 경력
그는 2002년부터 2017년까지 J리그의 몬테디오 야마가타, 츠바이겐 가나자와, FC 기후에서 활동하였다.